# Anglo-Australian Near-Earth Asteroid Survey
Anglo-Australian Near-Earth Asteroid Survey (AANEAS) je australski program pregleda asteroida bliskih Zemlji, aktivan od rane 1990. do konca 1996. godine. Postao je jednim od najplodnijih programa te vrste na svijetu. Osim što je doveo do otkrivanja 38 asteroida bliskih Zemlji, 9 kometa, 63 supernove, nekoliko inih astronomskih fenomena, te ostvarenjem značajna udjela u cijeloj astrometriji asteroida bliskih Zemlji (primjerice, 30 posto 1994. – 1995.), AANEAS je doveo do brojnih znanstvenih napredaka koji su poslije izašli u referentnoj literaturi. Sjedište ovog programa bilo je teleskopsko mjesto u Angloaustralskoj zvjezdarnici (AAO) blizu Coonabarabrana, ali se služio i dijelom teleskopa iz Zvjezdarnice Siding Springa, kolociranog u gorju Warrumbungleu 25 km zapadno Coonabarabrana.